# Iotapiano
M. F. Ru. Iotapiano (latino: M. F. Ru. Iotapianus; ... – 249) fu un usurpatore dell'imperatore romano Filippo l'Arabo, insorto nelle province orientali intorno all'anno 248 o 249.
Sebbene la sua rivolta finisse male, Filippo ne uscì così indebolito che soccombette al nuovo imperatore Decio.

## Discendenza
Iotapiano apparteneva alla locale aristocrazia mediorientale romanizzata; il suo nome mostra una somiglianza con quello delle regine Giulia Iotapa I e Giulia Iotapa II, suggerendo dunque un suo possibile legame con la famiglia reale del regno armeno-ellenistico di Commagene (nell'odierna Turchia sud-orientale), che perse il potere a favore dei Romani sotto l'imperatore Vespasiano, facendone dunque confluire il regno nella provincia romana della Siria. Aurelio Vittore riferisce come Iotapiano dichiarasse di discendere addirittura da Alessandro Magno; mentre alcuni studiosi identificano l'avo dell'usurpatore in Alessandro Severo, sostenendo quindi un tentativo di Iotapiano di legittimizzare le proprie pretese, altri fanno notare come anche il re Antioco I di Commagene affermasse di discendere da Alessandro Magno.

## Rivolta
La ribellione di Iotapiano iniziò in Siria, verso la fine del regno di Filippo l'Arabo, e fu una reazione contro l'aumento della pressione fiscale ordinata dal rector Orientis Gaio Giulio Prisco, il fratello di Filippo. Viene suggerita l'ipotesi che Filippo avesse privilegiato in qualche modo la sua provincia natìa dell'Arabia Petrea rispetto alle altre province orientali, in quanto il suo dominio non fu mai accettato pienamente dalle popolazioni locali. La capitale della Siria, Antiochia, divenne il centro della rivolta. Lo stile e la qualità delle monete fa comprendere come quella di Iotapiano sia stata una ribellione di breve durata e di piccola estensione, perché l'usurpatore non controllò nessuna zecca maggiore.
Iotapiano fu ucciso dai propri soldati, per motivi sconosciuti, probabilmente all'inizio del regno di Decio, il quale aveva correttamente predetto a Filippo la caduta per mano dei loro stessi soldati degli usurpatori Iotapiano e Pacaziano.
Sono state ritrovate alcune monete di Iotapiano, esclusivamente antoniniani: tutte mostrano un tratto rozzo, ed hanno un solo rovescio, quel VICTORIA AVG che celebrava le vittorie dei ribelli contro Filippo, o piuttosto "la capacità dell'imperatore di conquistare" (Roman Imperial Coins, 4.3).